# Rhyacophila yamanakensis
Rhyacophila yamanakensis là một loài Trichoptera trong họ Rhyacophilidae. Chúng phân bố ở miền Cổ bắc.